# Arpine Hovhannisyan
Pour les articles homonymes, voir Hovhannisyan.
Arpine Hovhannisyan (arménien : Արփինե Աշոտի Հովհաննիսյան ; née le 4 décembre 1983) est une femme politique arménienne, avocate, ancienne ministre de la Justice (en)  de la République d'Arménie, actuellement l'un des Vice-Présidents de l'Assemblée nationale de la République d'Arménie. Hovhannisyan est à ce jour l'unique femme à avoir occupé le poste de ministre de la Justice en Arménie.

## Biographie

### Jeunesse
Arpine Hovhannisyan est née le 4 décembre 1983, à Erevan, en République Socialiste Soviétique d'Arménie.

### Éducation
(juin 2021).
- 2000-2004 : Études et Licence en droit de Faculté de Droit de l'Université d'État d'Erevan.
- 2004-2006 : Obtention d'une maîtrise en droit de l'Université d'État d'Erevan.
- 2006-2009 : Troisième cycle de l'Université d'État d'Erevan. Candidat des Sciences du droit[1].

### Carrière
(juin 2021).
- 2003-2006 : Spécialiste de la première catégorie de la Division de Réformes du Service pénal exécutif du département des réformes judiciaires du personnel du Ministère de la Justice de la République d'Arménie.
- 2006-2007 : Grand spécialiste.
- 2007 : Professeur dans le Département de Droit Civil de l'Université d'État d'Erevan.
- 2007-2008 : Adjoint au Chef du Département de l'Examen des actes juridiques du personnel du Ministère de la Justice de la République d'Arménie.

Du 19 mai au 30 septembre 2008, elle est adjointe au Chef du Personnel du Président de la République d'Arménie.
- 2008-2011 : Conseiller du Président de l'Assemblée Nationale.
- 6 mai 2012 : Élue Députée à l'Assemblée Nationale par le système électoral proportionnel du Parti Républicain d'Arménie.

Le 4 septembre 2015, le Président Serge Sarkissian d'Arménie signe un décret portant nomination du Ministre de la Justice en la personne d'Arpine Hovhannisyan.
Le 2 avril 2017,elle est élue députée à l'Assemblée Nationale du Parti Républicain d'Arménie lors des élections nationales.
Le 19 mai 2017, elle est élue Vice-Présidente de l'Assemblée Nationale de la République d'Arménie. 73 Députés ont voté en faveur d'Arpine Hovhannisyan et 22 contre. 100 Députés ont pris part au vote, avec 5 bulletins de vote déclarés invalides.

## Vie personnelle
Arpine Hovhannisyan est célibataire. Elle est une fervente défenseure de l'implication majeure des femmes dans la politique arménienne. Elle a même déclaré que le taux relativement faible des femmes députées en Arménie n'avait rien à voir avec la discrimination légale, mais plutôt avec la psychologie des femmes du pays.

## Critiques
Arpine a été critiquée pour la mort d'Arthur Sargsyan, précédemment emprisonné. Le 17 mars 2017, des manifestants à Erevan ont réclamé que la ministre de la Justice Hovhannisyan soit jugée aussi bien que tous les enquêteurs ayant condamné Sargsyan à la détention qui a indirectement conduit à sa mort.